# 溝口浩
溝口 浩（みぞぐち ひろし、1957年1月15日 - ）は、日本の政治家。大阪府泉大津市議会議員 。公明党泉州総支部副総支部長。泉北環境整備施設組合議会監査委員。

## 来歴
1975年大阪工業大学高等学校（現在の常翔学園高等学校）普通科卒業。1981年大阪工業大学建築学科卒業。建築設計事務所の相和技術研究所などを経て、1995年より大阪府泉大津市議会議員（現在、7期目）。2007年同議会第51代議長、2019年同議会議会改革検討協議会委員長、2020年同議会総務都市常任委員を務める。
また、2018年大阪工業大学校友会会長。 2022年常翔学園理事・校友会会長も務める。